# Марина-ді-Джоїоза-Йоніка
Марина-ді-Джоїоза-Йоніка (італ. Marina di Gioiosa Ionica, сиц. A Marina) — муніципалітет в Італії, у регіоні Калабрія,  метрополійне місто Реджо-Калабрія‎.
Марина-ді-Джоїоза-Йоніка розташована на відстані близько 520 км на південний схід від Рима, 75 км на південь від Катандзаро, 65 км на схід від Реджо-Калабрії.
Населення — 6602 особи (2014).

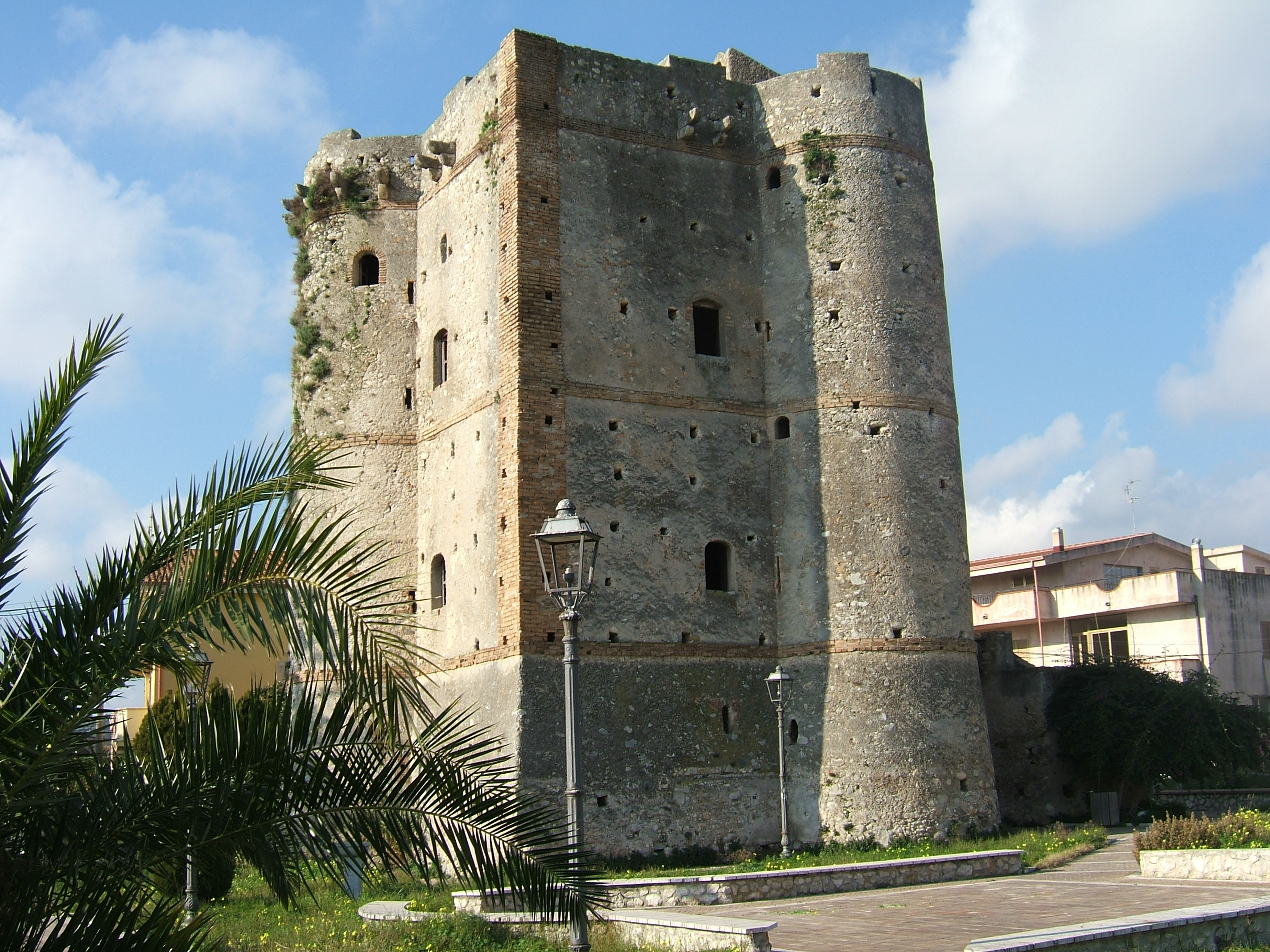

Щорічний фестиваль відбувається 6 грудня. Покровитель — святий Миколай.

## Демографія
Населення за роками:

Станом на 1 січня 2023 року в муніципалітеті офіційно проживали 274 іноземці з 33 країн, серед них 91 громадянин країн Євросоюзу та 44 громадяни України.

## Сусідні муніципалітети
- Джоїоза-Йоніка
- Гроттерія
- Роччелла-Йоніка